# Бестауський сільський округ
Беста́уський сільський округ (каз. Бестау ауылдық округі, рос. Бестауский сельский округ) — адміністративна одиниця у складі Хобдинського району Актюбінської області Казахстану. Адміністративний центр та єдиний населений пункт — село Бестау.
Населення — 483 особи (2021; 695 у 2009, 1113 у 1999, 1429 у 1989).
Станом на 1989 рік існувала Білогорська сільська рада (села Єнбекшиадай, Каратал, П'ятигорка). До 2007 року сільський округ називався Білогорський сільський округ. Село Єнбекші-Адай було ліквідовано 2008 року, село Каратал — 2012 року.

## Склад
До складу округу входять такі населені пункти:
| Населений пункт    | Колишні назви | Населення, осіб (1989) | Населення, осіб (1999) | Населення, осіб (2009) | Населення, осіб (2021) |
| ------------------ | ------------- | ---------------------- | ---------------------- | ---------------------- | ---------------------- |
| Бестау, село       | П'ятигорка    | 987                    | 920                    | 651                    | 483                    |
| --Каратал, село    | -             | 356                    | 193                    | 44                     | -                      |
| Єнбекші-Адай, село | Єнбекшиадай   | 86                     | 0                      | -                      | -                      |